# I puritani
I puritani (eigentlich: I puritani e i cavalieri; deutsch: Die Puritaner bzw. „Die Puritaner und die Kavaliere“) ist die letzte Oper von Vincenzo Bellini; das Libretto verfasste Carlo Graf Pepoli. Die Uraufführung fand am 24. Januar 1835 im Théâtre-Italien in Paris statt.
Neben La sonnambula und Norma ist I puritani die bekannteste Oper Bellinis und geriet auch in der ersten Hälfte des 20. Jahrhunderts nie ganz in Vergessenheit. Die Oper wurde auch unter Titeln wie Elvira Walton oder Elvira ed Arturo aufgeführt.

## Handlung

### Historischer Hintergrund
Die Handlung spielt in einer Puritaner-Festung nahe der südenglischen Hafenstadt Plymouth während des englischen Bürgerkrieges. Der puritanische Heerführer Oliver Cromwell hatte die Streitkräfte der Königstreuen 1644 entscheidend geschlagen und den Monarchen Charles I. entmachtet. Als dessen Anhänger, die „Cavaliers“, sich 1648 erneut erheben, wird der König gefangen gesetzt und ein Jahr später hingerichtet. Die Opernhandlung, insbesondere die Episode um die englische Königin Enrichetta (= Henrietta Maria), ist frei erfunden.

### Erster Akt
Weite Ebene innerhalb der Festung
Bei Sonnenaufgang hören Bruno und die Wachposten aus der nahegelegenen Kapelle die Klänge eines Hymnus und knien zum Gebet nieder. Es ist der Hochzeitstag von Elvira, der Tochter des Festungskommandanten Gualtiero. Zu fröhlichen Tänzen und Gesängen wird alles mit Blumen geschmückt. Als alle gegangen sind, bleibt Riccardo allein zurück; er ist unglücklich, weil er am Vortag erfahren musste, dass Elvira, die er schon lange liebt und die ihm als Frau versprochen war, nun doch einen anderen heiraten soll: den königstreuen Arturo („Or dove fuggo … Ah! Per sempre io ti perdei“).
Elviras Zimmer
Elvira ist nach wie vor der Meinung, dass sie den von ihr nicht geliebten Riccardo heiraten soll und klagt ihrem Lieblingsonkel Giorgio ihr Unglück („O mio amato zio … Sai com‘arde in petto mio“). Dieser eröffnet ihr jedoch zu ihrer Freude, dass er ihren Vater dazu bewegen konnte, in die Heirat mit Arturo einzuwilligen, den sie liebt. Von draußen hört man Jagdhörner den Bräutigam ankündigen.
Waffensaal

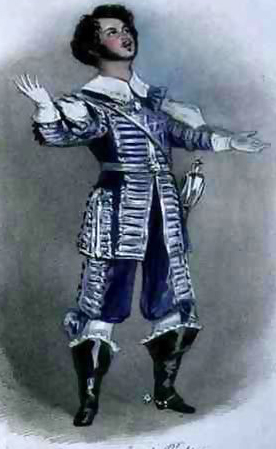
Giovanni Battista Rubini als Arturo in I puritani, Paris 1835

In einem festlichen Empfang erscheint Arturo mit seinem Gefolge und lässt Elvira Hochzeitsgeschenke überreichen, darunter auch den Brautschleier; das Paar ist überglücklich („A te, o cara, amor talora“).
Elviras Vater Gualtiero teilt jedoch mit, dass er nicht an der Feier teilnehmen könne, weil er eine Gefangene zum Parlament begleiten muss, die man für eine Spitzelin der Königsfamilie der Stuarts halte; zuvor segnet Gualtiero aber noch das Brautpaar.
Einen Moment lang bleiben die Gefangene und der mitleidvolle Arturo allein und es stellt sich heraus, dass es sich um die untergetauchte Königin Enrichetta handelt, der nun die Hinrichtung droht. Arturo ist fest entschlossen, ihr zu helfen. Da tritt die glücklich jubilierende Elvira ein und in einem Moment des Übermuts setzt sie Enrichetta den Brautschleier auf, um einen Eindruck zu bekommen, wie sie selber wohl damit aussieht („Son vergin vezzosa“). Als man jedoch nach ihr ruft, verschwindet Elvira wieder und lässt Enrichetta mit dem Brautschleier zurück. Arturo sieht genau darin die Rettung Enrichettas und überredet diese, mit dem Schleier getarnt zu fliehen. Doch da taucht der wütende Riccardo auf und fordert Arturo zum Duell. Als er jedoch bemerkt, dass Arturo im Begriff ist, mit der Gefangenen zu fliehen, wittert er eine Möglichkeit der Rache und lässt die beiden entkommen.
Kaum ist Riccardo allein, kommen Elvira im Brautkleid und die anderen zurück und die Flucht fliegt auf: Arturo und die verschleierte Gefangene werden von den Mauern der Festung noch gesichtet, sind aber bereits entkommen. Für Elvira bricht die Welt zusammen, sie verliert zum Schrecken der Anwesenden den Verstand und weiß nicht mehr, wer sie ist („Ah, vieni al tempio … Ma tu, già mi fuggi?“).

### Zweiter Akt
Ein Saal mit Türen zu beiden Seiten
Giorgio berichtet den Anwesenden von der traurigen geistig-seelischen Verfassung der unglücklichen Elvira („Cinta di fiori“), für die keine Hoffnung auf Heilung mehr bestehe, außer durch eine plötzliche große Freude. Riccardo tritt ein und berichtet, dass Arturo für seinen Verrat in Abwesenheit zum Tode verurteilt wurde.
Nachdem die anderen gegangen sind, bleiben Giorgio und Riccardo zurück. Da hört man die Stimme Elviras, die ohne die Hoffnung auf ein liebevolles Leben mit Arturo nicht mehr leben möchte (Beginn der Wahnsinnsszene: „Rendetemi la speme … Qui la voce sua soave“). Die beiden Männer müssen miterleben, dass das geistig zerrüttete junge Mädchen sie nicht mehr erkennt, sie hält sie vorübergehend für ihren Vater und Arturo, mit dem sie auf ihrer Hochzeit zu tanzen glaubt. Plötzlich sieht sie Riccardo weinen und erkennt, dass er unglücklich verliebt sei. Die beiden Männer versuchen dann Elvira zu trösten, aber sie macht sich los und träumt davon, mit Arturo zusammen zu sein („Vien diletto, è in ciel la luna“).
Als sie wieder gegangen ist, bittet Giorgio Riccardo, er müsse seinen Rivalen, also Arturo, retten („Il rival salvar tu dêi“). Der väterliche Giorgio lässt dabei durchblicken, dass er durchschaut hat, dass Riccardo selber die beiden Flüchtigen hat laufen lassen und dadurch mitschuldig an der ganzen Situation ist. Riccardo hält jedoch zunächst stur an seiner Rachsucht fest. Giorgio versucht ihm klarzumachen, dass Elvira nur eine Hoffnung auf Gesundheit habe, wenn Arturo lebt, und dass Riccardo es ewig bereuen werde, wenn er ihr das Leben zerstöre („Se tra il buio un fantasma vedrai“). Bewegt gibt Riccardo schließlich nach, mit dem Gedanken, dass „wer das Vaterland liebe, auch das Mitleid ehre“. Dann schwören sich die beiden Männer, im Kampf gegen die Feinde zusammenzuhalten („Suoni la tromba“).

### Dritter Akt
Loggia in einem Garten-Boskett, beim Hause Elviras
Monate später kehrt Arturo eines Abends zurück und hört vom Garten aus Elvira ein altes Liebeslied singen, das er selber früher für sie gesungen hat („A una fonte afflitto e solo“). Obwohl Arturo weiß, dass er gesucht wird und sich verstecken muss, beginnt er die zweite Strophe des alten Liedes zu singen und lockt Elvira damit aus dem Haus. Die freudige Überraschung tut ihre Wirkung und als Elvira Arturo erzählt, wie unglücklich sie war und dass es ihr vorkam, als ob er drei Jahrhunderte weg gewesen sei, erklärt er ihr, dass die Gefangene die Königin war, die er vor dem Tode gerettet habe. Elvira erkennt, dass er gar nicht untreu war und die beiden feiern ihr Wiedersehen („Vieni fra queste braccia“). Doch da erscheinen die Wachen und Riccardo, um Arturo gefangen zu nehmen und verkünden ihm das Todesurteil. Elvira verfällt wieder in geistige Umnachtung und erst jetzt erkennt der zur Hinrichtung geführte Arturo den vollen Umfang dessen, was er ihr angetan hat („Credeasi, misera! da me tradita“). Alles scheint verloren, da bringt ein Bote die Nachricht vom endgültigen Sieg über die Partei der Stuarts und dass alle Gefangenen begnadigt werden. Arturo und Elvira sind gerettet. Allgemeine Freude.

## Gestaltung

### Instrumentation
Die Orchesterbesetzung der Oper enthält die folgenden Instrumente:
- Holzbläser: zwei Flöten (2. auch Piccolo), zwei Oboen, zwei Klarinetten, zwei Fagotte
- Blechbläser: vier Hörner, zwei Trompeten, drei Posaunen
- Pauken, Schlagzeug: Große Trommel, Kleine Trommel, Becken, Triangel
- Harfe
- Streicher
- Bühnenmusik: Bläser, Trommeln, Glocke in F, Orgel (kann durch Bläser ersetzt werden), Harfe

### Musiknummern
Erster Akt
- Nr. 1. Introduktion: All’erta
- Nr. 2. Rezitativ und Arie: Ah! Per sempre io ti perdei (Riccardo)
- Nr. 3. Szene und Duett: Sai com’arde in petto mio (Elvira, Giorgio)
- Nr. 4. Chor und Quartett: A te, o cara (Arturo, Elvira, Giorgio, Valton)
- Nr. 5. Finale I: Il rito augusto si compia senza me

Zweiter Akt
- Nr. 6. Introduktion und Romanze: Cinta di fiori (Giorgio)
- Nr. 7. Szene und Arie: Qui la voce sua soave (Elvira)
- Nr. 8. Duett – Finale II: Il rival salvar tu dêi (Giorgio, Riccardo)

Dritter Akt
- Nr. 9. Sturm, Romanze und Duett (Arturo, Elvira)
- Nr. 10. Finale III: Ancora s’ascolta questo suon molesto (alle)

## Besonderheiten

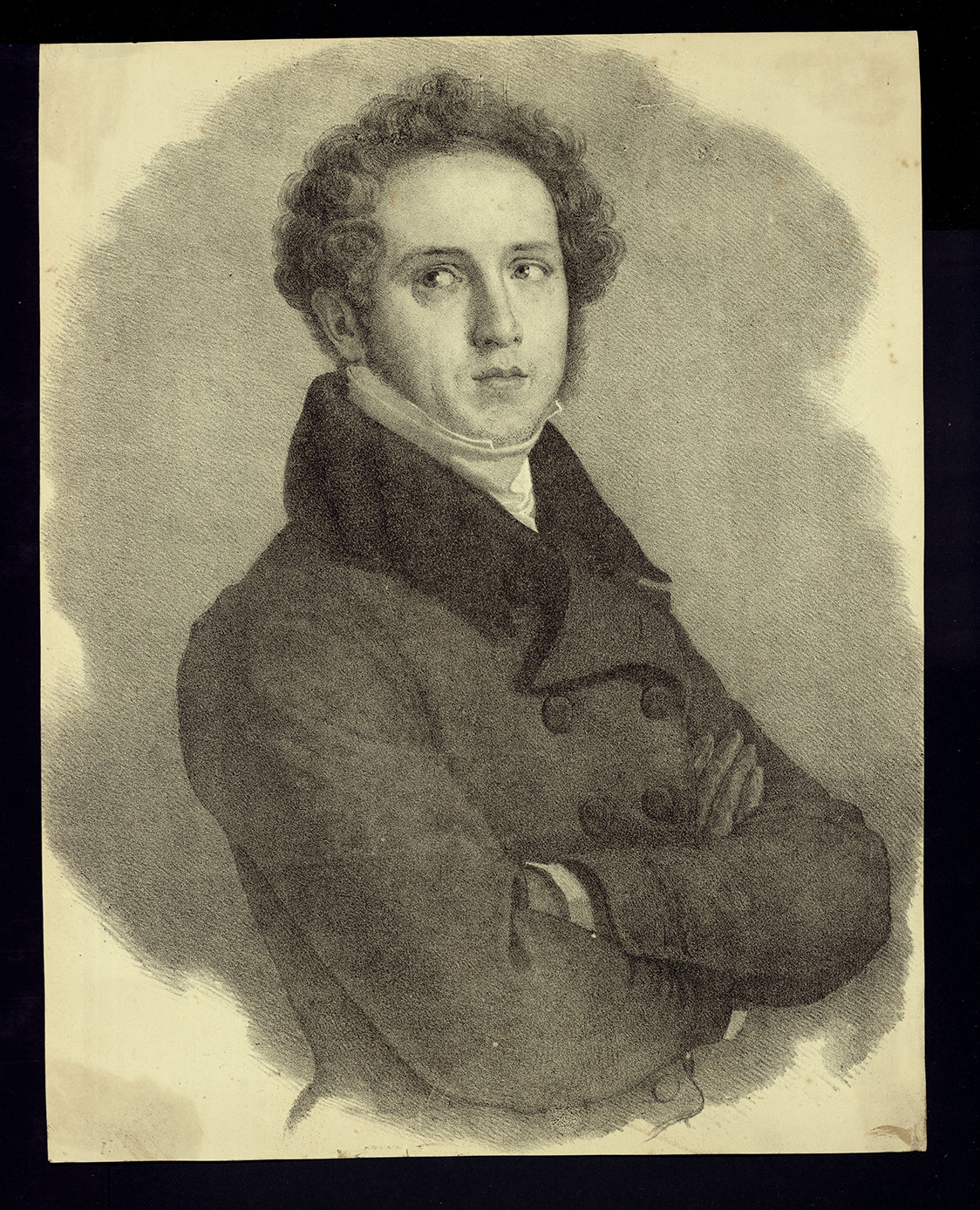
Vincenzo Bellini (Lithografie von Roberto Focosi)

### Operngenre
I puritani wird in den zeitgenössischen Libretti und einschlägigen Lexika als „Opera seria“ bezeichnet. Dabei fällt auf, dass die Oper ein glückliches Ende (lieto fine) hat, was zwar für eine italienische Opera seria der 1820er Jahre noch relativ normal war, aber Mitte der 1830er bereits ungewöhnlich, da sich inzwischen in dieser Gattung das tragische Ende durchgesetzt hatte. Bellini selber ordnete I puritani in einem Brief ganz anders ein: sie gehöre „im Grunde zum Genre von La sonnambula und Paisiellos Nina mit einem Hauch von militärischer Robustheit und etwas puritanischer Strenge“ – demnach handelt es sich also eigentlich um eine Opera semiseria, für die das in letzter Minute eintretende Happy End vollkommen typisch ist. Der Vergleich mit den beiden genannten Vorgängerwerken bezieht sich vor allem auf die zentrale Figur der Elvira, also einer unschuldigen, sensiblen jungen Frau, die sich von ihrem Geliebten verlassen und ungeliebt fühlt und darüber den Verstand verliert – genau wie Paisiellos Nina und Amina in La sonnambula. Der von Bellini erwähnte „militärische“ Hauch ist im Übrigen kein Grund, die Oper als „seria“ einzustufen, ebenso wenig wie der Incognito-Auftritt der untergetauchten Königin Enrichetta, die etwas an Meyerbeers Semiseria Margherita d’Anjou erinnert, wo eine untergetauchte und verkleidete Königin sogar die Hauptrolle spielt. Eine wichtige Abweichung vom gewöhnlichen Schema der Semiseria ist allerdings das völlige Fehlen einer komischen Rolle, und sei sie auch noch so nebensächlich. Letzteres war jedoch schon in La sonnambula der Fall, wo Bellini das „halbernste“ Genre durch das Fehlen der Komik ungewöhnlich realistisch gestaltete, bei aller Romantik. Als Argument für die Einstufung als Opera seria bleibt noch die Zugehörigkeit aller vier Hauptfiguren zumindest zu einem niedrigen Adelstand („Sir“ und „Lord“).
Als Fazit lässt sich feststellen, dass der Komponist hier Gattungsgrenzen verwischt oder sogar aufhebt. Das wird noch unterstrichen durch die schon von Alfred Einstein gemachte Beobachtung, dass I puritani auch Elemente der französischen Grand opéra aufweise, insbesondere durch die für eine italienische Oper um 1835 stark angewachsene Rolle des Chores und das militärische Element, und die orchestrale Brillanz der Partitur, sowie die Freiheit der musikalischen Formen. All dies hängt ganz klar mit der ursprünglichen Bestimmung des Werks für das Publikum in Paris zusammen.

### Musik
I puritani unterscheidet sich in beträchtlichem Maße von Bellinis früheren Opern, und zwar so sehr, dass man von einer Art Entwicklungssprung sprechen könnte. Zwar behält er seine typischen langen und wohlgeformten Melodiebögen voll von gefühlvollem Ausdruck bei; doch hier ist dies gepaart mit einem wesentlich fülliger orchestrierten, farbigen und dabei weichen Orchestersatz – ganz besonders im Vergleich mit der beinahe asketisch streng und zurückhaltend instrumentierten Partitur von Norma (1831). Mehrere erhaltene Briefe des Komponisten bezeugen, dass er sich der Vorliebe der Franzosen (wie auch der Deutschen) für interessante Instrumentaleffekte bewusst war, und anscheinend riet ihm auch Rossini, der Orchestrierung mehr Aufmerksamkeit zu schenken, wenn er in Paris Erfolg haben wollte. Es kommt hinzu, dass Bellini inzwischen in London und Paris mit Begeisterung Aufführungen von Beethovens Pastorale und Mendelssohns Italienischer Sinfonie gehört hatte – was für den in der neapolitanischen Operntradition aufgewachsenen und von Paisiello geprägten Bellini eine Offenbarung war.

„… dann habe ich sie mit einer unbeschreiblichen Sorgfalt instrumentiert, so dass mir jedes Stück, das ich beende, die größte Befriedigung bereitet, wenn ich es durchsehe …“

Das Ergebnis dieser Erfahrungen und Bemühungen ist eine Musik von üppiger Brillanz, die über weite Strecken einen geradezu rauschhaften Charakter zeigt, besonders in Akt I und Akt III. Auch die Harmonik ist weiterentwickelt und progressiv; über die gesamte Partitur fällt außerdem ein verstärkter Gebrauch chromatischer Linien auf. Klanglich ist es „Bellinis raffinierteste Oper“.
Ein weiterer Faktor, der die Oper von ihren Vorgängerwerken unterscheidet, ist eine stark zurückgedrängte Verwendung von Rezitativen, was bei einem Komponisten wie Bellini, der als Meister der ausdrucksstarken Deklamation bekannt ist, besonders auffällt. Laut Lippmann entspricht der Anteil von Rezitativen in I puritani nicht einmal einem Viertel dessen, was Bellini in Norma verwendete. Auch dies ist eine Anpassung an das französische Premierenpublikum, wie der Komponist selber schrieb: „In Paris braucht man vor allem anderen Musik – sie kennen die italienische Sprache nicht und es kümmert sie nicht, ob die Worte gut oder schlecht sind“ (Brief vom 25. März 1835).
Auffällig an der Puritani-Partitur ist auch der ausgiebige Einsatz einer Art von Leitmotivik. So werden beispielsweise Motive aus der Introduzione in Elviras Wahnsinnsszene („O, rendetemi la speme …“, Akt II) oder im Finale von Akt III wiederaufgenommen; die Melodie von Arturos Cavatina „A te, o cara“ erscheint vorübergehend im Orchester bei Elviras Auftritt in Akt III (kurz vor dem Duett mit Arturo) usw. Das verleiht der Oper einen sehr einheitlichen Charakter und großen Zusammenhalt.
Noch fantasievoller als zuvor (beispielsweise in La sonnambula oder Norma) ist Bellinis Umgang mit den traditionellen Formen der italienischen Oper. So fällt beispielsweise am Duett Elvira-Giorgio in Akt I auf, dass der erste Arienteil („Sai com’arde in petto mio“) nicht, wie traditionell üblich, in einem ruhigen Zeitmaß steht, sondern lebhaft ist und fast wie eine Cabaletta wirkt; darauf folgt als Mittelteil eine vollständige, fast durchkomponierte Arie für Giorgio („Sorgea la notte folta“), bevor das Duett nach einem Übergangsteil mit einer etwas traditionelleren, aber inhaltlich dramatisch motivierten Stretta endet („A quel suono“), an welcher der hinter der Bühne agierende Chor beteiligt ist.

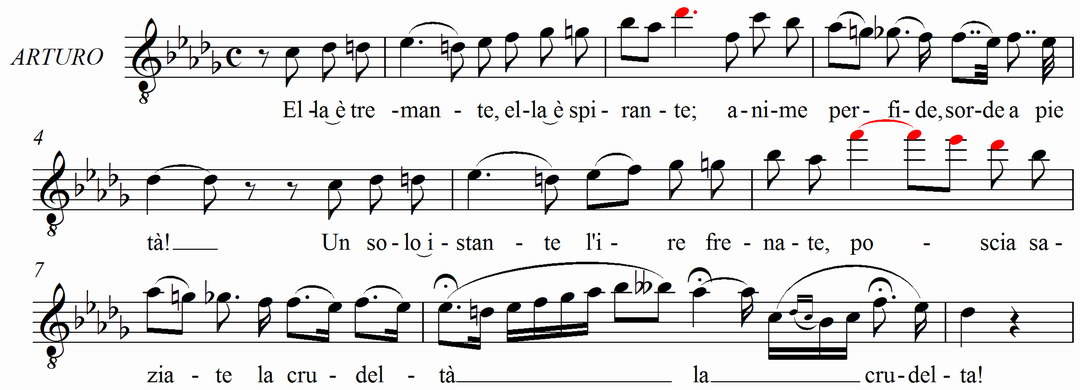
Die Melodie von Arturos Credeasi misera (Akt III) mit den überhohen Noten des’’, es’’ und f’’

Die Grenzen zwischen Arie und Ensemble verschwimmen häufig, so in Arturos berühmter Auftrittsarie „A te, o cara“, wo am Refrain Elvira, andere Solisten und der Chor beteiligt sind; die gesamte Szene beinhaltet im Übrigen eine effektvolle musikalische Steigerung und ist von geradezu überwältigender Schönheit und gefühlvollem romantischem Pathos erfüllt – Rosselli spricht von einem „glimpse of heaven“. Die Partie des Arturo schrieb Bellini seinem Lieblingssänger, dem berühmten Giovanni Battista Rubini auf den Leib, einem typisch romantischen hohen Tenor, der – im Gegensatz zu vielen vom Verismo geprägten modernen Tenören – hohe und höchste Töne lyrisch, piano und sogar pianissimo im Falsett oder höchstens mit voix mixte nahm, wodurch auch Extremnoten wie das hohe des’’ und f’’ in „Credeasi, misera! da me tradita“ im Finale von Akt III möglich waren (das hohe f’’ wird je nach Sänger und Situation manchmal weggelassen und nach unten gelegt, was legitim ist angesichts der historischen Aufführungspraxis, wo ohnehin in Wiederholungen Varianten oder Verzierungen gesungen wurden).
Zu den berühmtesten Stücken der Oper gehören Elviras virtuose Arie „Son vergin vezzosa“ in Akt I – in einem ungewöhnlichen Polacca-Stil und wiederum mit Ensemblebeteiligung – und ihre bereits erwähnte Wahnsinnsszene in Akt II, an der die beiden Bässe Giorgio und Riccardo mit oft duett-artigen Kommentaren sowie im Dialog teilnehmen. Formal auffällig ist dabei der mit sordinierten Streichern unterlegte erste Teil („Rendetemi la speme … Qui la voce sua soave“), der fast formlos wirken würde, wenn er nicht durch die rondo-artig wiederkehrende Melodie gegliedert wäre; es wurde bereits angedeutet, dass Bellini hier Erinnerungsmotive aus früheren Szenen einarbeitet. Die fröhlich-unschuldige Cabaletta „Vien diletto, è in ciel la luna“ ist ein Bravourstück ersten Ranges mit chromatisch absteigenden Rouladen für die Sopranistin. Allgemein wurde darauf hingewiesen, dass Elvira musikalisch dadurch charakterisiert ist, dass sie vor all ihren Auftritten immer schon zu hören ist, noch bevor man sie sieht; das verleiht der Figur etwas Ätherisches und Poetisches.
Das Publikum des 19. Jahrhunderts liebte auch das mit zwei Bässen ungewöhnlich besetzte martialische Duett „Suoni la tromba“ am Ende von Akt II, das erst in letzter Minute im Januar 1835 entstand und für spätere Aufführungen im von fremden Ländern beherrschten Italien textlich etwas „entschärft“ werden musste, indem man die politisch damals unerwünschten Worte „libertà“ (Freiheit) und „patria“ (Vaterland) in „lealtà“ (Loyalität) und „gloria“ (Ruhm) abänderte. Dieses Stück wurde vermutlich auf Wunsch des sehr politischen Librettisten Carlo Pepoli eingefügt.

## Werkgeschichte

### Entstehung
Im Frühjahr 1833 begab sich Bellini nach Paris, wo er abgesehen von einem viermonatigen Abstecher nach London (April bis August 1833) den Rest seines kurzen Lebens verbrachte. Den Auftrag, eine neue Oper für das Théâtre-Italien zu schreiben, erhielt er im Februar 1834, wahrscheinlich mit Hilfe von Rossini, der auch ein paar Tipps zur musikalischen Gestaltung gegeben haben soll – Bellini selbst schrieb in einem Brief: „…er (= Rossini) dachte, er könnte mir etwas über Instrumentation erzählen“.

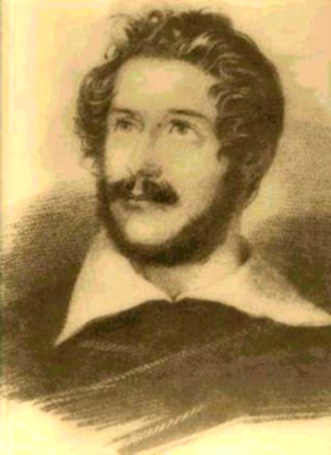
Carlo Graf Pepoli

Da er sich während der Arbeit an Beatrice di Tenda (1833) mit seinem langjährigen Librettisten Felice Romani zerstritten hatte, tat er sich mit dem liberalen, im Exil lebenden Dichter Carlo Pepoli zusammen, der allerdings über keinerlei Bühnenerfahrung verfügte. Grundlage des Librettos ist das historische Drama Têtes rondes et cavaliers (1833) von Jacques-François Ancelot und Xavier-Boniface Saintine. Als Titel der Opernadaption wählte man I puritani e i cavalieri, kurz I puritani, und lehnte sich damit an Walter Scotts seinerzeit populären Roman Old Mortality (1816) an, der in der italienischen Übersetzung als I puritani di Scozia bekannt war; mit Scotts’ Werk hat die Oper inhaltlich allerdings nichts zu tun.
Bellini begann mit der Arbeit an der Oper Mitte April 1834; das Libretto war wahrscheinlich Mitte Juni fertig. Die Zusammenarbeit litt von Anfang an unter der Unerfahrenheit Pepolis, der recht enge und altmodische Vorstellungen von Dichtung hatte, und der genervte Komponist sah sich immer wieder gezwungen, selbst in die Abfassung des Librettos einzugreifen. Im Zuge der Auseinandersetzungen machte Bellini einige interessante Äußerungen, wie die Forderung nach „Natürlichkeit und nicht mehr“ („naturalezza e niente più“) oder „das dramma per musica muss durch Gesang weinen, erschaudern, sterben machen“ („il dramma per musica deve far piangere, inorridire, morire cantando“); gern wird auch Bellinis „Paradoxon“ zitiert, ein gutes Drama sei eines „ohne gesunden Menschenverstand“ („il buon dramma è quello che non ha buon senso“), was manchmal als „Drama ohne Sinn“ missverstanden wird. Es wundert kaum, dass sich die problematische Zusammenarbeit mit Pepoli im Libretto von I puritani widerspiegelt: Es gilt als das Schwächste, das Bellini vertont hat. Beklagt werden ein „Mangel an Glaubwürdigkeit“ und ein „schwaches Handlungsgerüst“, die allerdings doppelt und dreifach wettgemacht werden durch die Musik: so spricht Rishoi von Bellinis „melodischer Zaubersprache“, und die Oper gehöre „zum Raffiniertesten, was das Theater je hervorgebracht hat“.

### Malibran-Fassung
Von I puritani gibt es zwei Fassungen: Neben der in Paris uraufgeführten und heute allgemein verbreiteten erstellte Bellini zwischen dem 20. Dezember 1834 und dem 4. Januar 1835 eine zweite Fassung für Neapel, die er noch während der Proben zur Pariser Premiere nach Italien abschickte. Da er danach noch kurzfristig Änderungen vornahm, zeigt die Neapel-Version einen früheren Entwicklungsstand der Partitur und weist andererseits einige Unterschiede auf: Die Rolle der Elvira musste für Maria Malibran in die Mezzosopran-Lage hinab transponiert werden; das Finale „Credeasi, misera“ wird hier von Elvira (nicht von Arturo) angeführt; für Riccardo (in Paris Bariton) war hingegen ein Tenor vorgesehen. Das berühmte Duett Riccardo-Giorgio „Suoni la tromba“ aus dem zweiten Akt fehlt in der Zweit-Fassung; Bellini schrieb es erst für die Pariser Uraufführung und hielt es wegen des „liberalen“ Textes ohnehin für ungeeignet für die italienischen Bühnen. Dagegen bewahrt die Neapolitaner Version die ursprünglich vorgesehene Zwei-Aktigkeit, die erst in letzter Minute in Paris in drei Akte unterteilt wurde, und enthält einige Teile, die Bellini in der Pariser Fassung aus Zeitgründen streichen musste, so ein Terzett für Enrichetta, Arturo und Riccardo im Finale I, ein Rezitativ für Giorgio und Riccardo im zweiten Akt, einen Cantabile-Mittelteil im Duett Elvira-Arturo im dritten Akt und eine Cabaletta „Ah! sento, mio bell’angelo“ für Elvira im Finale III (letztere waren zum ersten Mal in der Aufnahme von 1975 mit Joan Sutherland unter Richard Bonynge wieder zu hören). Die Aufführung in Neapel kam so jedoch nicht zustande und die Neapel-Version wurde erst 1985 in London konzertant uraufgeführt; eine szenische Uraufführung folgte am 1. April 1986 in Bari.

### Rezeption

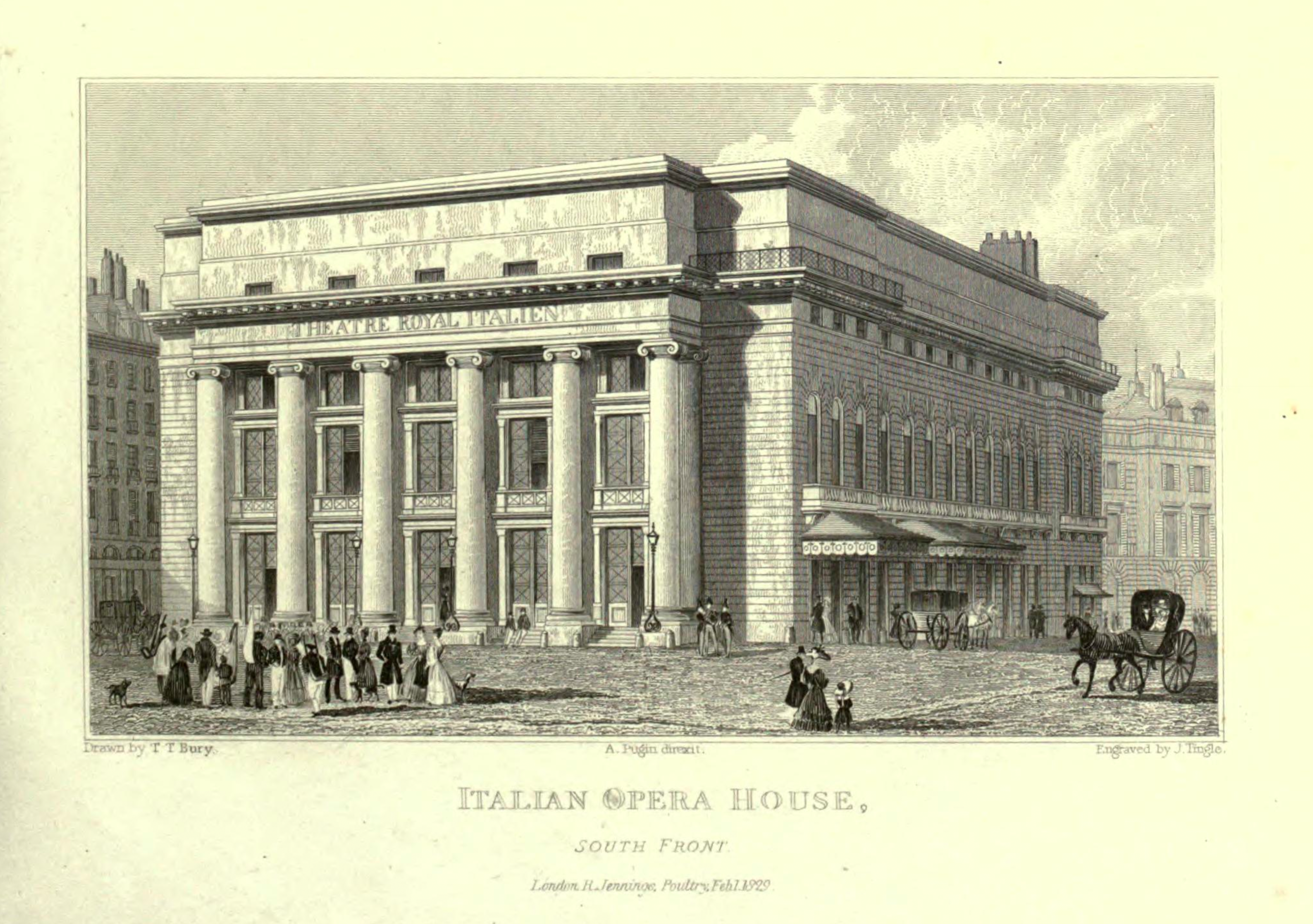
Die Salle Favart (1829), Sitz des Théâtre-Italien, wo Bellinis I puritani uraufgeführt wurde

Die Uraufführung in Paris am 24. Januar 1835 wurde zum letzten Triumph Bellinis, wozu auch die damals „unüberbietbare Besetzung“ mit Giulia Grisi (Elvira), Rubini (Arturo), Tamburini (Riccardo) und Lablache (Giorgio) ihren Beitrag leistete, die auch in der Londoner Erstaufführung am 21. Mai desselben Jahres im King’s Theatre sangen und nach der Oper als das legendäre „Puritani-Quartett“ benannt wurden. Die Darsteller der Nebenrollen in der Pariser Uraufführung waren: eine von zwei Schwestern Amigo (Enrichetta), ein Herr Magliano (Bruno) und ein Herr Profeti (Lord Gualtiero Valton). I puritani machte unglaubliche Furore und Bellini wurde in Paris zum Chevalier der Légion d’honneur ernannt; bis 1909 wurde die Oper nur in Paris mehr als 200 Mal gegeben.
In London brach ein regelrechtes „Puritani-Fieber“ aus, das der Oper eine jahrzehntelange enorme Popularität sicherte. Queen Victoria, die ausgewählte Nummern an ihrem 16. Geburtstag kurz vor der Premiere zu hören bekam, bezeichnete die Oper ihr Leben lang als „unsere lieben Puritani“ („our dear Puritani“), und Melodien der Oper erklangen auf den Straßen, von Drehorgeln gespielt.
Die italienische Erstaufführung fand 1835 an der Mailänder Scala statt, in einer Version, die von Cesare Pugni, dem damals bitterarmen Chefkopisten der Pariser Oper, hinter Bellinis Rücken als Raubkopie erstellt wurde. In den folgenden Jahren wurde das Werk an nahezu allen Opernbühnen des Landes gegeben. Zu den bedeutendsten frühen Interpretinnen der Elvira gehörte Fanny Tacchinardi-Persiani, die die Partie unter anderem 1837 in Wien und 1842 in London sang, – obwohl letzteres eine Domäne der „Ur-Elvira“ Giulia Grisi war –, außerdem Giuseppina Strepponi, Eugenia Tadolini und Erminia Frezzolini; später auch Angiolina Bosio und Rosina Penco. Wichtige Sänger des Arturo waren Napoleone Moriani, Nicola Ivanoff, Mario, sowie Carlo Baucardé.
Die Oper verbreitete sich rasch in den Hauptstädten Europas und der ganzen Welt, war bereits 1836 zum ersten Mal in Wien, Budapest, Berlin und Madrid zu hören, 1837 in Dublin und Lissabon, 1839 in Basel und Algier, 1842 in Alexandria und 1846 in Konstantinopel. Die erste Aufführung in Übersee fand 1841 im Opernhaus von Havanna statt; auf dem amerikanischen Kontinent war sie zuerst in Mexiko-Stadt und Philadelphia (1843) zu hören, gefolgt von New York (1844), Rio de Janeiro (1845) und Buenos Aires (1850).
Schon 1836 erfolgte die deutschsprachige Erstaufführung in Berlin, in einer Übersetzung von Carl August Ludwig von Lichtenstein, 1840 wurden die Puritaner erstmals in München gespielt, in einer neuen deutschen Übersetzung von Franziska Ellmenreich. Erstaufführungen in anderen Sprachen gab es 1838 in Kopenhagen (Dänisch), 1839 in Den Haag (Französisch), 1840 in Sankt Petersburg (Russisch), 1843 in London (Englisch), 1851 in Stockholm (Schwedisch), 1852 in Warschau (Polnisch) und 1853 in Amsterdam (Holländisch).
Als besonderer Meilenstein gilt eine Produktion mit Adelina Patti an der Covent Garden Oper in London 1870; am selben Haus hatte zwischen 1874 und 1882 Emma Albani eine Art „Monopol“ auf die Rolle der Elvira, mit wechselnden Bühnenpartnern, darunter Julián Gayarre als Arturo und Édouard de Reszke als Giorgio.

Die Oper wurde auch mehrfach zur feierlichen Eröffnung neuer Opernhäuser ausgewählt, so 1866 im Royal Opera House in Valletta, 1883 während der Eröffnungssaison der Metropolitan Opera in New York (mit Marcella Sembrich), und 1906 für die Eröffnung des Manhattan Opera House, mit Regina Pinkert und Alessandro Bonci. Erwähnenswerte Produktionen im frühen 20. Jahrhundert fanden 1918 an der Metropolitan Opera (mit Maria Barrientos) und 1933 beim ersten Maggio Musicale in Florenz statt. Die Oper wurde auch 1935, in Bellinis hundertstem Todesjahr, in seiner Geburtsstadt Catania aufgeführt.

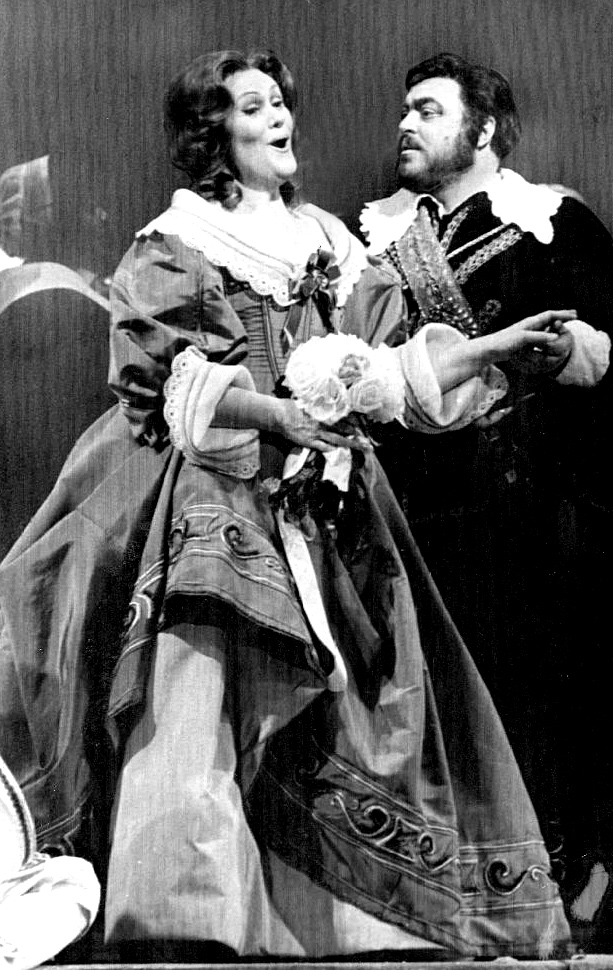
Joan Sutherland und Luciano Pavarotti in I puritani, 1976

Obwohl die Oper in der ersten Hälfte des 20. Jahrhunderts nicht ganz von den Opernbühnen verschwand, wurde eine adäquate Besetzung der Hauptrollen durch den mittlerweile erfolgten Stil- und Geschmackswandel und den damit einhergehenden Verfall der Gesangskunst immer schwieriger. Während es bei den Frauenstimmen immerhin genügend Koloratursoprane gab, die den technischen Anforderungen der Elvira gewachsen waren – wenn auch (besonders zwischen 1920 und 1950) mit einigen stilistischen Abstrichen, und auch im Ausdruck – besaßen die Männerstimmen unter dem Einfluss des vergröberten Gesangsideals der Spätromantik und des Verismo kaum noch den technischen Schliff zur Bewältigung des von Bellini (und anderen) geforderten romantischen Lyrismus und des – wenn auch hier nur leicht – verzierten Gesangs; besonders betroffen war davon die hochliegende Partie des Arturo, die unter anderem das dreigestrichene F erfordert (siehe oben unter Musik) und die bis zum Ende des 20. Jahrhunderts kaum angemessen zu hören war, mit wenigen Ausnahmen, darunter besonders Alfredo Kraus.
Eine Rückbesinnung auf die ursprünglichen Intentionen des Belcanto erfolgte ab Mitte des 20. Jahrhunderts zuerst in den Frauenstimmen, als Maria Callas – wie in einer Reihe ähnlicher Fälle – „Virtuosität mit dramatischem Ausdruck verband“. Callas sang die Elvira insgesamt nur 17 Mal auf der Bühne, erstmals 1949 in Venedig, 1952 in Florenz, Rom und Mexiko (Live-Mitschnitt erhalten) und schließlich 1955 in Chicago; 1953 sang sie die Partie im Studio. Diese Interpretationen waren „von kaum zu überschätzender Bedeutung für die künftige Aufführungsgeschichte dieser Oper als auch für die Rezeption der Belcantooper überhaupt.“ Der von Callas geleistete Anstoß wurde ab 1960 vor allem durch Joan Sutherland und Edita Gruberová als bedeutenden Interpretinnen der Elvira weiter vertieft, die zusätzlich auch belcanto-typischen Aspekten wie schiere Stimmschönheit, makellose Technik und Virtuosität wieder zu mehr Geltung verhalfen.
Zu den besten Sängern des Arturo seit Ende des 20. Jahrhunderts gehör(t)en William Matteuzzi, Juan Diego Flórez und Javier Camarena.
Seit der Belcanto-Renaissance wurden I puritani wieder häufiger inszeniert, so zum Beispiel 1999 in München mit Edita Gruberová; Stefan Herheims Inszenierung von 2002/2003 am Staatstheater Kassel erhielt sogar den Götz-Friedrich-Preis; 2006 gab es eine Aufführung in New York, 2010 in Genf mit Diana Damrau, 2016 in Zürich mit Pretty Yende als Elvira oder 2019 in Düsseldorf unter der Regie von Rolando Villazón mit Adela Zaharia. Mittlerweile sind die Puritaner sogar in den Spielplänen kleinerer Bühnen zu finden, so etwa 2010 am Landestheater Niederbayern oder 2011 in Essen.

## Diskografie (Auswahl)
Auf Operadis werden 77 Gesamtaufnahmen zwischen 1952 und 2009 gelistet, die meisten davon Live-Aufnahmen. Hier kann nur eine kleine Auswahl angegeben werden.

### Audio
- 1952 – Lina Pagliughi, Mario Filippeschi, Rolando Panerai, Sesto Bruscantini; Fernando Previtali; Chor und Orchester der RAI; Urania
- 1953 – Maria Callas, Giuseppe Di Stefano, Rolando Panerai, Nicola Rossi-Lemeni; Chor und Orchester der Mailänder Scala, Tullio Serafin; EMI
- 1963 – Joan Sutherland, Pierre Duval, Renato Capecchi, Ezio Flagello; Chor und Orchester des Maggio Musicale Fiorentino, Richard Bonynge; Decca
- 1969 – Mirella Freni, Luciano Pavarotti, Sesto Bruscantini, Bonaldo Giaiotti; Chor und Orchester der RAI, Riccardo Muti; Verona
- 1973 – Joan Sutherland, Luciano Pavarotti, Piero Cappuccilli, Nicolai Ghiaurov; Chor des Royal Opera House, London Symphony Orchestra, Richard Bonynge; Decca
- 1973 – Beverly Sills, Nicolai Gedda, Louis Quilico, Paul Plishka; Ambrosian Opera Chorus, London Philharmonic Orchestra, Julius Rudel; Westminster
- 1979 – Montserrat Caballé, Alfredo Kraus, Matteo Manuguerra, Agostino Ferrin; Ambrosian Opera Chorus, Philharmonia Orchestra, Riccardo Muti; EMI
- 1993 – Edita Gruberová, Justin Lavender, Ettore Kim, Francesco Ellero d’Artegna; Münchner Rundfunkorchester, Fabio Luisi, Nightingale CD live (10. Oktober 1993)

### Video
- 2001 – Edita Gruberová, José Bros, Carlos Álvarez, Simón Orfila; Orchester und Chor des Gran Teatre del Liceu, Friedrich Haider; Teldec, DVD
- 2007 – Anna Netrebko, Eric Cutler, Franco Vassallo, John Relyea; Metropolitan Opera, Patrick Summers; DG, DVD
- 2009 – Nino Machaidze, Juan Diego Flórez, Gabriele Viviani, Ildebrando D’Arcangelo, Chor und Orchester des Teatro Comunale di Bologna, Michele Mariotti; Decca, DVD